# Tradição, Família e Propriedade
A Tradição, Família e Propriedade (TFP), no Brasil registrada como Sociedade Brasileira de Defesa da Tradição, Família e Propriedade, é uma organização civil de inspiração católica tradicionalista fundada primeiramente no Brasil em 1960 pelo professor catedrático, deputado federal Constituinte em 1934, escritor e jornalista católico paulista Plinio Corrêa de Oliveira. Ela é pautada na tradição católica e no combate às ideias maçônicas, socialistas e comunistas. A sociedade baseia-se na obra "Revolução e Contra-Revolução" e propõe uma vigorosa reação (contrarrevolução) com base no amor à ordem cristã e na aversão à desordem (revolução).

## Fundação e atividades da primeira TFP

### Primórdios
A TFP é o fruto da experiência do líder intelectual católico Plinio Corrêa de Oliveira, desde o final da década de 20, podendo sua história anterior à fundação ser dividida em três fases, sempre sob a liderança de Plinio:
- Grupo de Congregados Marianos de Santa Cecília, São Paulo (1928-1947).
- Grupo do Jornal "O Legionário" (1933-47), órgão oficioso da Arquidiocese de São Paulo com tiragem de mais de 17 mil exemplares em 1937.
- Grupo de "Catolicismo" (Jornal fundado em 1951 e existente até hoje em forma de revista).

Desde o tempo do "Legionário", o Grupo que vem a formar a TFP, fundada em 1960, era já conhecido como "Grupo do Plinio", possuindo membros notórios como o engenheiro Adolpho Lindenberg. Durante essa fase inicial da TFP, seu fundador se destacou como escritor, conferencista, advogado, professor catedrático de História na PUC-SP, deputado mais votado na Constituinte de 1934, jornalista, líder Congregado Mariano, fundador da Ação Universitária Católica (AUC) na Faculdade de Direito de São Paulo, fundador do Mensário "Catolicismo", diretor do órgão oficioso da Arquidiocese de São Paulo (Jornal "O Legionário"), presidente da Junta Arquidiocesana da Ação Católica e Prior Carmelita Terceiro.

### Atividades
A Sociedade Brasileira de Defesa da Tradição, Família e Propriedade nasceu da expansão desse núcleo inicial anterior, no dia 26 de Julho de 1960, e esteve inteiramente ligada à biografia de seu primeiro presidente, Plinio Corrêa de Oliveira.

### Legado e cisão após a morte do fundador
Após a morte de seu líder e inspirador, o Dr. Plinio Corrêa, houve uma grande cisão na TFP. Dois grupos principais se dividiram: aqueles ligados aos fundadores da TFP, e aqueles ligados ao membro João Scognamiglio Clá Dias, posteriormente monsenhor e superior-geral dos Arautos do Evangelho, associação que congrega grande parte dos membros da TFP que o seguiram, com direito pontifício concedido em 2001 pelo Papa João Paulo II.
A Revista "Isto É" de Novembro de 2013 explica que, desde a sua fundação, a TFP "funcionou sob o comando de oito pessoas chamados de fundadores. Únicos com direito a voto, eles determinavam, sozinhos, os rumos da organização (...). Segundo eles, foi sob a batuta do monsenhor João Clá que, em 1997, os reformistas, conhecidos como dissidentes, levaram a disputa pelo controle da TFP à Justiça. Alegando que uma sociedade civil não pode ser administrada sem a consulta de seus membros, eles pediram a mudança no estatuto da sociedade para ter direito a voto. Embora tenham perdido em primeira instância, em 1998, conquistaram, de forma plena, a posse da sigla TFP em 2004, além de bens e de sua diretoria. Vencida, a velha guarda saiu da sociedade e criou a Associação dos Fundadores, também em 2004. O processo hoje aguarda decisão final do Supremo Tribunal Federal".
Segundo a Revista "Veja" o "movimento rebelde" dissidente "anulou o estatuto da TFP, valendo-se de um dispositivo legal segundo o qual uma sociedade civil sem fins lucrativos não pode ser gerida sem consulta a seus integrantes. Em meio a várias idas e vindas jurídicas, os rebeldes convocaram uma assembleia, elegeram uma nova diretoria e, em plena quarta-feira santa, tomaram posse do casarão do bairro paulistano de Higienópolis onde funciona a sede da entidade. Chegaram acompanhados de cinquenta policiais – e, ao entrar, constataram que vários tapetes e imagens haviam sido levados pelos seus antecessores. Os antigos gestores da TFP perderam o direito não apenas ao teto, mas também à sigla e até ao brasão". Depois da perda do brasão e da sigla pelos fundadores da TFP, estes e seguidores formaram a "Associação dos Fundadores da TFP", e, proibidos pela justiça de usar o nome TFP, passaram a se chamar somente Associação dos Fundadores. Os símbolos continuam inutilizados na mão dos dissidentes, mas o casarão foi recuperado.
Os membros ligados aos Fundadores continuam a atuar na esfera civil como leigos, fazendo campanhas e comunicados, em geral sob o nome do Instituto Plinio Corrêa de Oliveira (IPCO), presidido pelo fundador Adolpho Lindenberg. A orientação litúrgica é a missa tridentina, e promovem críticas a assuntos como: reforma agrária, psicose ambientalista, posições do Papa Francisco, ataques à família,[parcial?] e Concílio Vaticano II. A atuação e pensamento deles é divulgada pelo site IPCO (https://ipco.org.br), e também através do antigo mensário Revista Catolicismo.
Já os membros liderados pelo Mons. João Clá, apesar de formarem a atual diretoria da TFP, incubaram a militância da entidade em favor da Associação Religiosa por eles constituída (Arautos do Evangelho), e foram em grande parte sagrados sacerdotes, inclusive o líder, ordenado com 64 anos de idade. A orientação litúrgica deles é a Missa do Vaticano II, e são favoráveis ao Concílio Vaticano II e ao ecumenismo, pontos criticados por Plinio Corrêa de Oliveira. A atuação e pensamento deles é divulgada pelo site da Associação e da Revista "Arautos". Eles podem ser identificados pelo uso do antigo traje da TFP com a Cruz de Santiago, ainda usado por várias TFPs no mundo.

## Fundação e atividades de TFPs estrangeiras
Desta primeira TFP e sob a orientação de Plinio, seguiram a fundação de várias TFPs e sociedades irmãs no mundo, das quais se destacaram as seguintes:

### Argentina

Plínio Correa palestrando no Auditório São Miguel da TFP em São Paulo

A Sociedad Argentina de Defensa de la Tradición, Familia y Propiedad foi fundada no dia 3 de Abril de 1967. Em julho de 1968, o total de 266.512 argentinos pedem a Paulo VI, por iniciativa da TFP, medidas eficazes contra a infiltração comunista nos meios católicos. A TFP Argentina também lutou por meio de manifestos em jornais contra o divórcio, o governo do chileno Allende, irregularidades no cômputo dos votos das eleições de 1973, e divulga a mensagem de Fátima, bem como outras campanhas em conjunto com as sociedades irmãs.

### Chile
A Sociedad Chilena de Defensa de la Tradición, Familia y Propiedad foi fundada no dia 28 de Abril de 1967. Sua atuação mais notável foi a publicação do livro "Frei, o Kerensky Chileno", do membro da TFP brasileiro Fábio Vidigal Xavier da Silveira. A publicação alcançou 10 edições, 3 idiomas e um total de 129 mil exemplares. Ela denunciava o presidente Eduardo Frei Montalva (1964-1970), sob o qual, diziam: "ocupou o poder político a Democracia Cristã astuta e demagógica, ao mesmo tempo que o poder espiritual era exercido por um Episcopado predominantemente esquerdista dos mais atuantes da América. Ambos os poderes – o espiritual e o temporal – apoiando-se mutuamente, acentuaram de modo drástico o reformismo, abrindo as portas para o comunismo". A TFP chilena também promoveu publicações alegando que o apoio constantemente proporcionado ao regime de Allende pelo Cardeal Silva Henríquez, pela maioria do Episcopado e importante parcela do Clero, era fundamental para que fosse mantida a coalizão social-comunista no Poder. Entre elas está o livro "La Iglesia del Silencion en Chile - La TFP proclama la verdad entera" (1976), difundido em 5 países, com um total de 29,5 mil exemplares. Em março de 1984 ocorre o primeiro atentado a bomba na sede principal da TFP em Santiago, e os meios de comunicação do País e do Exterior noticiam o fato. No ano seguinte outro atentado acontece.

### Uruguai
A Sociedad Uruguaya de Defensa de la Tradición, Familia y Propiedad foi fundada no dia 13 de Maio de 1970. Ela publica o livro "Esquerdismo na Igreja: "companheiro de viagem" do comunismo na longa aventura dos fracassos e das metamorfoses". A obra, de 384 páginas, fundamentada em mais de 300 documentos e ilustrada com numerosas fotografias, tem duas edições nacionais e uma na Espanha, num total de 11 mil exemplares. Analisa ela a crise religioso-ideológica do País nos últimos dez anos, em função das violentas tensões causadas pelo comunismo. Na conclusão, o livro estuda o conflito existente entre a conduta dos eclesiásticos que qualifica de demolidores, baseando-se na Doutrina Católica e no Direito Canônico. Por fim se dirige aos Bispos e Sacerdotes, pedindo-lhes que não se recolham em cômodo silêncio. Esta obra conquistou o primeiro lugar de vendas nas livrarias de Montevidéu e Punta del Este durante dois meses. A segunda edição é vendida também nas ruas de trinta cidades do interior do País. Na seção "Lo más leído" ("O mais lido"), de "El País", o livro chega em primeiro lugar. Em 1984 a TFP publica "El Uruguay: el gran proscripto de los adalides de la desproscripción (Uruguai: o grande proscrito pelos próceres da anistia)". Paralelamente, são distribuídos volantes contendo um resumo da obra, em formato de carta. A Sociedade alertou a opinião a respeito das manobras que utilizadas no período eleitoral, pretendendo levar o Uruguai rumo ao socialismo, e para isso lança uma campanha nacional de esclarecimento, na qual uma "caravana" percorre 5 mil km. em apenas três semanas, divulgando 5 mil exemplares do livro e cerca de 100 mil exemplares das cartas.

### Peru
A Sociedad Peruana de Defensa de la Tradición, Família y Propiedad surgiu do grupo Tradición y Acción por un Peru mayor, e da revista do mesmo nome, em princípios da década de 70, através de um grupo de estudantes universitários e do ensino médio que, preocupados com o avanço das ideias esquerdistas nos mais variados ambientes peruanos, sobretudo nos meios católicos, começa a se reunir em Lima para estudar a realidade contemporânea à luz da doutrina católica. Travando contato com a obra Revolução e Contra-Revolução, de Plinio Corrêa de Oliveira, cuja edição incluí uma carta de louvor dirigida ao autor pelo Núncio Apostólico no País, Mons. Romolo Carboni, resolvem difundir esses ideais nos meios estudantis peruanos, dando origem ao grupo Tradición y Acción por un Peru mayor. O Grupo durante um tempo fez visitas com a Imagem de Nossa Senhora de Fátima que chorou em Nova Orleans na década de 70. Uma campanha da TFP peruana que se destacou na imprensa mundial foi contra a estatização dos bancos em 1987. Após a publicação nas páginas de "El Comercio" e "Expreso", em Lima, e no "Correo", de Arequipa, de substanciosa carta aberta ao Presidente Alán Garcia, apontando os graves riscos da estatização dos bancos, companhias financeiras e de seguros, o Núcleo Peruano da TFP sai às ruas e faz divulgação desse documento. Um Arcebispo, um Bispo e 99 sacerdotes aderem à posição tomada pela TFP, fato que é divulgado pelos mesmos jornais. Dias depois, mais 30 sacerdotes assinam o mesmo documento de apoio, ao mesmo tempo que o Bispo de Tacna, Mons. Oscar Alzamora, envia nova carta criticando a medida estatizante. O Pe. Gustavo Gutiérrez, um dos expoentes da "Teologia da Libertação", tenta neutralizar a ação da TFP, publicando, juntamente com 300 sacerdotes, um manifesto, com o qual procura favorecer a estatização dos bancos.

### Espanha
A Sociedad Espanola de Defensa de la Tradición, Familia y Propiedad Covadonga se chamava anteriormente Sociedad Cultural Covadonga, a qual foi fundada no mês de Novembro de 1971. Em 1978 a "Covadonga" inicia uma campanha nacional contra a implantação do divórcio na Espanha. Os componentes da Sociedade, depois de rezar junto ao Pilar da Virgem, percorrem a cidade de Saragoça, divulgando os exemplares de seu novo manifesto "Como explicar o inexplicável? Eclesiásticos favorecem a implantação do divórcio. Apelo da Sociedade Cultural Covadonga às autoridades e ao público da Espanha". O documento é amplamente difundido por todo o território espanhol, num total de 300 mil exemplares, com publicação de notícias ou comentários em mais 35 jornais de toda a Espanha. Em 1983 a Sociedade promove uma campanha informativa contra o aborto, com a publicação no Jornal "ABC" (5-4-83) do apelo "Ante a matança dos inocentes – Dentro da ordem e da lei: santa indignação". 950 mil exemplares de um resumo do apelo são distribuídos pelas "caravanas" da Sociedade, e o documento é publicado nos seguintes jornais: "Diario de Cuenca", "Las Provincias", "Heraldo de Aragón" e "Gaceta del Norte".
A TFP espanhola publica em 1988 o livro "España – anestesiada sin percibirlo, amordazada sin quererlo, extraviada sin saberlo – La obra del PSOE" contém uma análise de como se deu a surpreendente transformação na opinião pública espanhola que se dividia, grosso modo, na década de 30, entre uma posição católica militante e um anticlericalismo furibundo, até o presente estado de apatia generalizada. Trata também da revolução socialista em curso na Espanha, que pressupõe essa atonia do público. Por fim, descreve a mudança de posição de parte da Hierarquia católica na Espanha, nos últimos 50 anos, mas sobretudo a partir do fim da década de 60. O livro é difundido inicialmente em Madrid, e são distribuídos 230 mil folhetos e duas edições de número especial de "Covadonga Informa" que resume os principais aspectos do livro, estas num total de 15 mil exemplares. O rápido escoamento da primeira edição de 6,5 mil exemplares leva TFP-Covadonga a lançar uma segunda, de 5 mil.

### Venezuela
O Núcleo Venezolano de Defensa de la Tradición, Familia y Propiedad foi fundado em outubro de 1971, originando de um grupo de universitários que haviam conhecido os ideais das TFP's consubstanciados em "Revolução e Contra-Revolução", e que formaram o Grupo Tradicionalista de Jóvenes Cristianos Venezolanos. Os membros também formavam a "Asociación Civil Resistencia", conhecida pela revista universitário "Resistencia". Em 1976 a Imagem peregrina de Nossa Senhora de Fátima, que verteu lágrimas milagrosamente em Nova Orleans (EUA), visita a Venezuela sob os auspícios da TFP, sendo cultuada por mais de 150 mil pessoas. Em 1978 a entidade difunde em campanha pública por todo o País dos Diálogos sociais (10 mil exemplares), opúsculos onde, em linguagem simples e acessível, se expõe a doutrina social católica sobre temas da atualidade: propriedade privada, livre iniciativa, família etc. Em 1984 a TFP Venezuelana publica em vários jornais o manifesto: "O socialismo gerou a maior crise sócio-econômica das últimas décadas – e a lei de Custos, Preços e Salários vai agravá-la". O documento pretendia mostrar que a Venezuela foi sendo conduzida gradualmente para onde não queria nem devia ir: rumo ao Estado socialista.
Somente 36 dias depois desta campanha, o governo socialista do Presidente Jaime Lusinchi começa a desencadear contra a entidade um "estrondo publicitário": a polícia caraquenha invade o imóvel da sede social da entidade, alegando ter recebido denúncia (anônima) de que ali havia menores sequestrados, mas nada encontra ali. Depois de um pequeno hiato, a campanha publicitária toma no mês de outubro proporções gigantescas. Em poucas semanas, 600 notícias de jornais contra a TFP são publicadas tão-só em Caracas, sendo levadas ao ar nada menos que 20 horas de programação de TV. As acusações se repetem sem cessar, como, por exemplo, a de que todos os anos, no mesmo dia, um membro da TFP pratica o suicídio ritual. A Sociedade também é acusada de promover exercícios de tiro, utilizando como alvo uma foto de João Paulo II. Em seguida alguns país de jovens frequentadores da Resistencia passam a acusar a associação na imprensa e na televisão, o que leva a novas vistorias policiais na sede, e interrogatório dos membros e jovens frequentadores.
O fechamento de Resistencia e do Bureau TFP pelo governo socialista sobreveio no dia 13 de novembro de 1984, em meio a uma sucessão frenética de acontecimentos. No dia anterior, o Comitê Executivo da Ação Democrática, partido integrante da Internacional Socialista, ao qual está filiado o Presidente Lusinchi, pedira formalmente que Resistencia fosse fechada, e que não se permitisse sua atuação no País. Pela manhã do dia 13, realiza-se um debate na TV, ao qual comparecem os jovens de Resistencia. Em seguida, um batalhão de jornalistas e fotógrafos apresenta-se nos portões da sede, acompanhados pelos pais inconformes. Surge também pessoas agitadas (algumas dos quais portando paus e facões) liderados por dois deputados socialistas dos que mais se destacaram na luta contra Resistencia. A polícia é prevenida com insistência pela entidade visada, entretanto não comparece. Seguem-se brados de slogans, o arrombamento do grande portão, a invasão dos jardins e o apedrejamento da sede. Tudo com transmissão simultânea pela TV. No começo da noite, comparece diante das câmaras de televisão o Ministro da Justiça, Manzo Gonzales, e lê o decreto da suspensão das atividades de Resistencia e do Bureau, decreto esse assinado por ele e pelo Ministro do Interior, Octavio Lepage, em nome do Presidente Lusinchi.
O caso segue ao Poder Judiciário: no dia 30 de dezembro de 1985, o Juiz do 14° Juizado Criminal de Primeira Instância do Distrito Federal, Dr. Saúl Ron Braasch, declarou terminada a averiguação judicial "por não se revestirem de caráter penal os fatos denunciados". E no dia 15 de maio de 1986 o Juiz do 10° Juizado Superior Criminal proferiu sentença definitiva, que confirmou a decisão de primeira instância, declarando que a ação penal estava extinta por se tratar de coisa julgada. No entanto, os militantes de Resistencia, por causa destes eventos, decidiram deixar a Pátria e colaborar, em sua grande maioria, com as TFPs de outros países.

### Estados Unidos
A American Society for the Defense of Tradition, Family and Property foi fundada em janeiro de 1974 em Nova York, tendo sua sede em New Rochelle, naquele Estado, e sendo legalmente reconhecida em 1975. Vinha de um grupo em torno da revista Crusade for a Christian Civilization, publicada em seu primeiro número em 1971. Em 1982 a TFP americana realiza diversos encontros para amigos e simpatizantes em Nova York, com a participação de 250 pessoas provenientes dos Estados Unidos e Canadá. A programação tem como temas centrais o livro Revolução e Contra-Revolução e a Mensagem das TFPs sobre o socialismo autogestionário francês, ambos de autoria de Plinio Corrêa de Oliveira. É venerada durante o Encontro a Imagem Peregrina de Nossa Senhora de Fátima, que verteu lágrimas em Nova Orleans (EUA). A partir deste marco inicial, a TFP norte-americana passa a realizar diversos congressos, nos quais comparecem pessoas de importância como o teólogo espanhol Pe. Victorino Rodríguez, O.P., o sr. Robert Reilly, assistente especial do presidente Ronald Reagan, e o sr. Earl Appleby, assistente do Senador Jesse Helms. Em 1984 o presidente Reagan, em resposta a uma carta da TFP-USA em que se apoia uma posição do presidente, deseja seus "melhores votos pelo crescimento contínuo da TFP e sua prosperidade". Neste mesmo ano a Sociedade publica: "Toda a verdade sobre a Swapo: cristãos idealistas e heróis da liberdade e da justiça? ou instrumentos da agressão comunista internacional?". O estudo diz que a Swapo (South West Africa People's Organization) é um cavalo de Tróia do comunismo introduzido na Namíbia. Alcançou 11 edições, 4 idiomas e 90 mil exemplares.

### França
A Société Française pour la Défense de la Tradition, de la Famille et de la Propriété foi fundada no dia 21 de Janeiro de 1977, mas tem sua origem na sociedade Jeunes Français pour une Civilisation Chrétienne, formada em meados de 1975 após o interesse no ideal da luta pela civilização cristã e pelos métodos de ação enunciados em Revolução e Contra-Revolução, obra de referência dos cooperadores da TFP. No ano da fundação é aberta uma escola secundária, a pedido de certos pais desejosos de dar a seus filhos uma formação inspirada nos ideais da TFP: a École Saint Benoît, situada no município de Rosnay (Berry), perto de Chateauroux. A TFP francesa esteve no coração da campanha mundial contra o socialismo autogestionário de Mitterrand: a mensagem "O socialismo autogestionário: em vista do comunismo, barreira ou cabeça-de-ponte?", de autoria de Plinio Corrêa de Oliveira, é assinado pelas TFPs e entidades afins de 13 países, e alcançou 34,5 milhões de exemplares, 178 edições e foi publicada em 53 países. Apesar de todos os esforços feitos pela TFP desse país, e não obstante o acordo concluído com dois grandes diários para a publicação do documento, confirmado em anúncio estampado nas suas próprias colunas, o texto das TFPs teve sua inserção recusada por todos os jornais parisienses de língua francesa com tiragem superior a 100 mil exemplares. Assim, só restou à TFP francesa o recurso de um envio de 300 mil exemplares da Mensagem por mass-mailing.